# Akoepedie
Akoepedie is een studie voor een paramedisch beroep dat zich bezighoudt met de leer van de slechthorendheid. Het vak wordt in Nederland onderwezen (meestal in combinatie met logopedie) op hbo-niveau. Voor logopedisten bestaat er een verdiepende minor Logopedie & Audiologie die op Windesheim Zwolle wordt aangeboden.
De meer praktische opleidingen zijn gericht op het verlenen van hulp aan slechthorenden. Bij twijfel aan het gehoor kan een akoepedist het gehoor testen en bij gebleken problemen oplossingen aanreiken.
Akoepedisten hebben vaak een logopedische achtergrond omdat slechthorenden als gevolg van hun auditieve handicap moeite hebben met hun spraak. Daarnaast hebben dove en slechthorende kinderen een grote kans op het oplopen van een taalachterstand. 
De meeste akoepedisten werken in een audiologisch centrum als logopedist. 